# ジョージ・オールト
ジョージ・オールト（George Copeland Ault、1891年10月11日 - 1948年12月30日）はアメリカ合衆国の画家である。「プレシジョニズム」 の画家とされることもある。建物や都市の景観を簡潔なスタイルで描いた。

## 略歴
オハイオ州のクリーブランドの裕福な家に生まれ、若い時代はロンドンで育ち、ロンドンのスレード美術学校やセント・ジョンズ・ウッド (St John's Wood)にある美術学校で学んだ。1911年にアメリカに戻り、その後はニューヨークやニュージャージーで画家として活動した。私生活では多くの不幸を経験し母親は精神病院で亡くなった後、アルコール中毒になり、彼の兄弟は1929年の株式市場のの暴落で財産を失った後、自殺した。
1930年代初めまでに、展覧会などでオールトの作品はある程度の成功を収めたが、人嫌いな性格は画商との交流を妨げ、絵は売れず、生活は苦しいものであった 。1937年から2番目の妻と、ウッドストックの電気も水道もない小屋を借りて制作した。妻の収入でくらし、この時期、後年の評価の高い作品を描いた。
1948年に嵐の中散歩に出かけ、5日後に小川で水死しているのを発見された。検視官は自殺したと認定した。
オールトの作品は、ホイットニー美術館やマサチューセッツ州のアンドーバー美術館で見ることができる。

## 作品

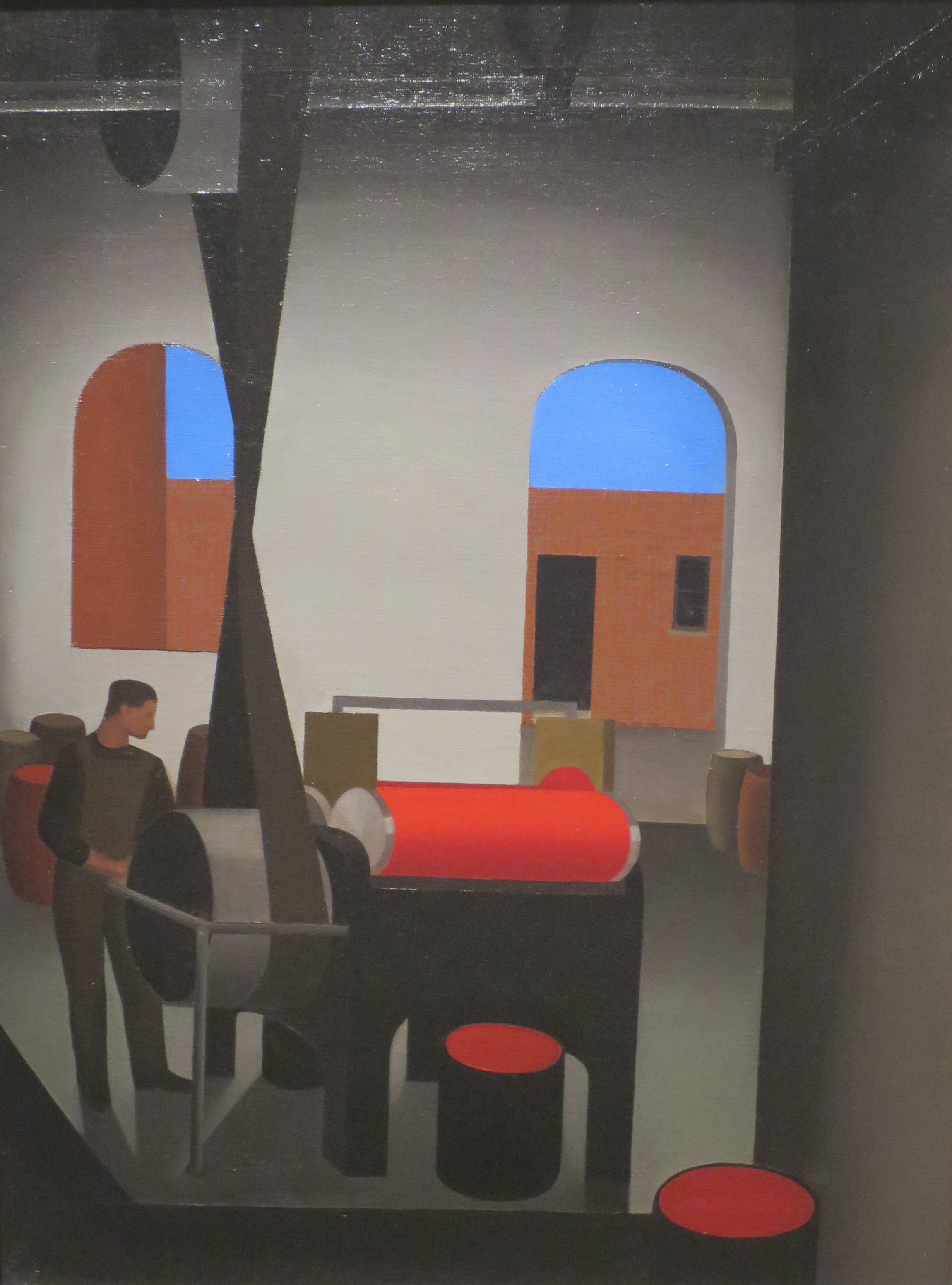
"The Mill Door" (1923)
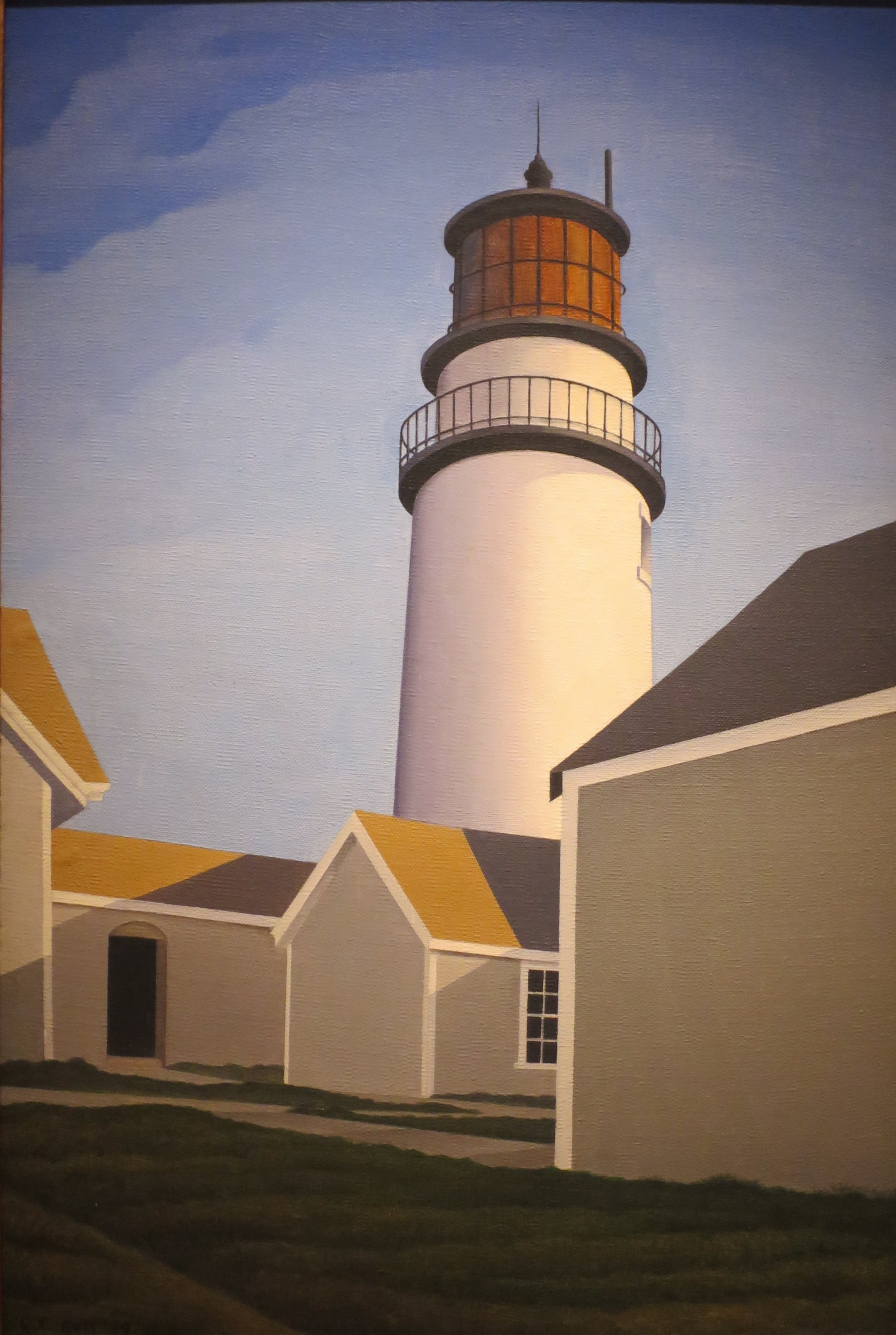
"Highland Light" (1929)
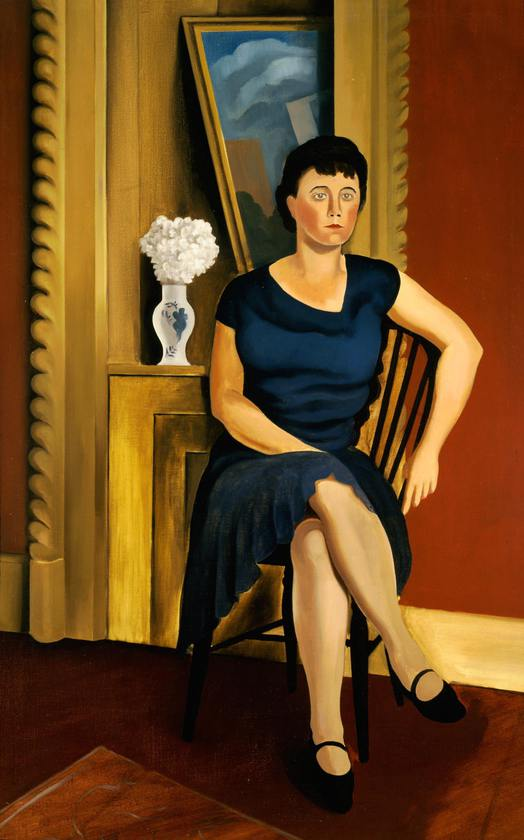
"Interior" (1931)
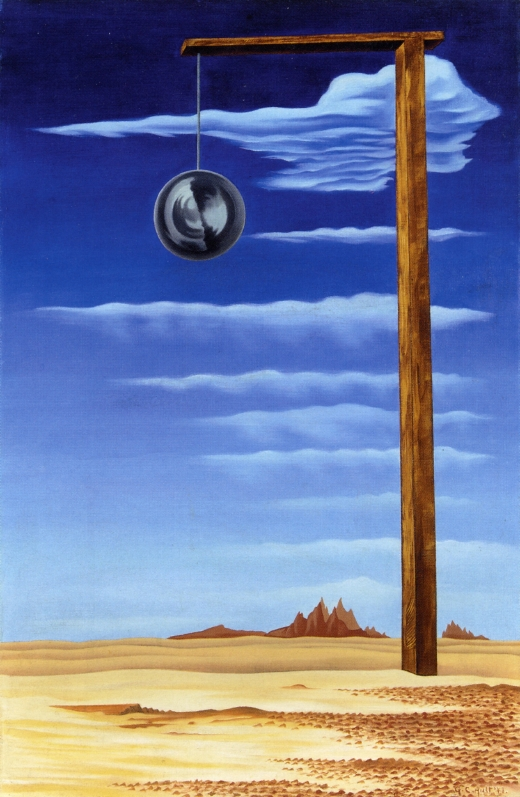
"Desert Landscape" (1941)

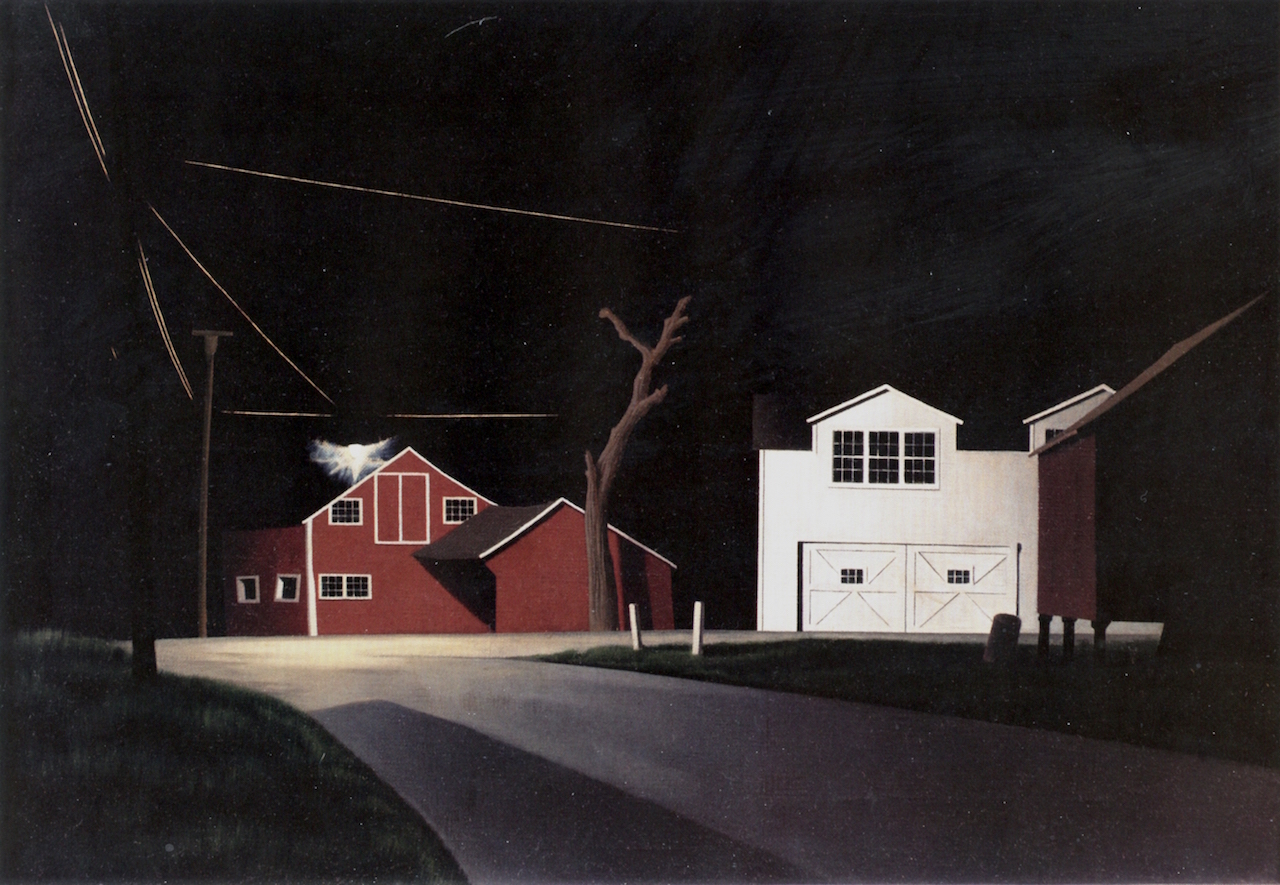
"Black Night" (1943)
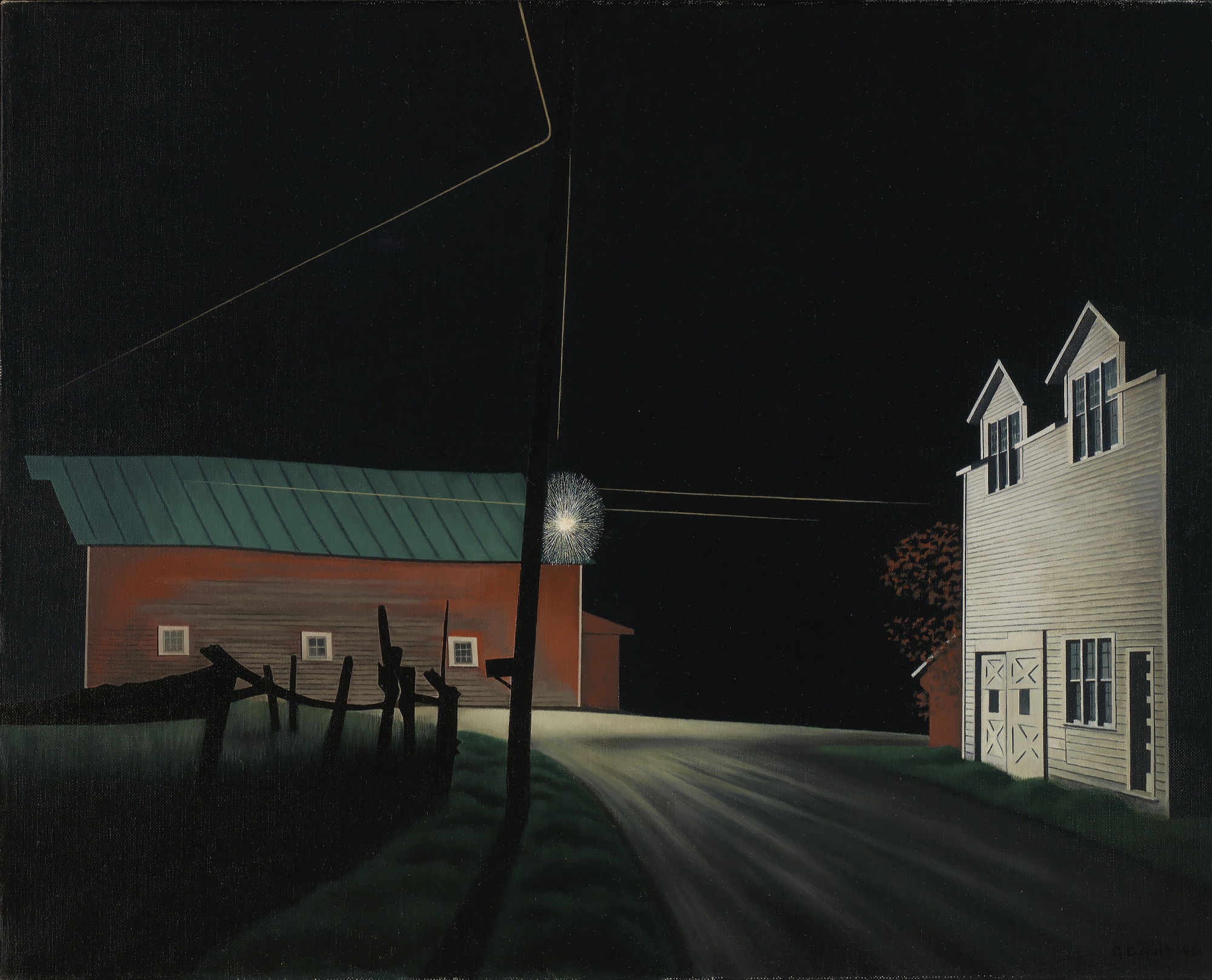
"Bright Light at Russell's Corners"　(1946)
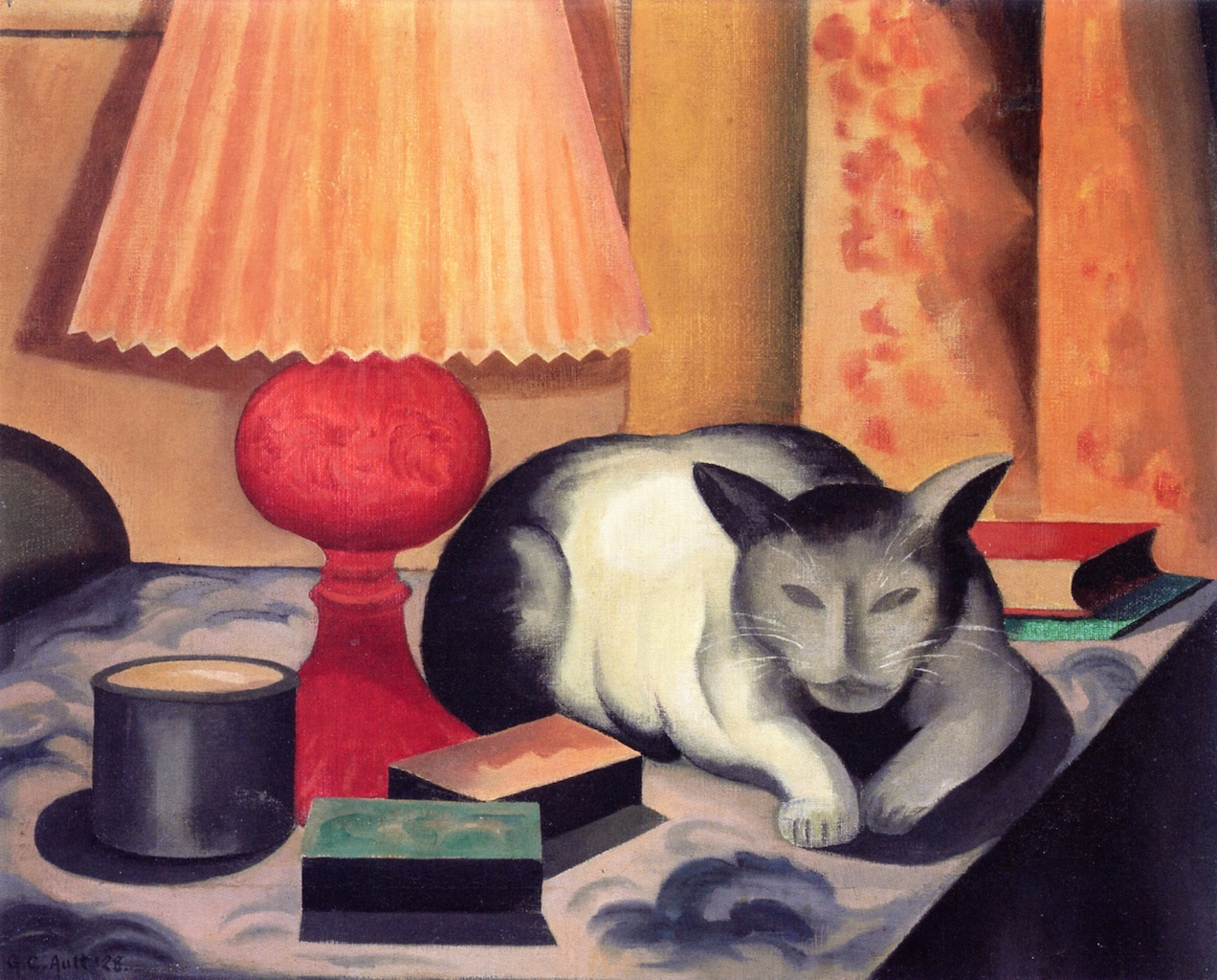
"Cat and Lamp" (1928)